# Trachelas panamanus
Trachelas panamanus is een spinnensoort uit de familie van de Trachelidae.
De wetenschappelijke naam van de soort werd in 1937 gepubliceerd door Arthur Merton Chickering.